# Église d'Eckerö
 (février 2024).
Église d'Eckerö (en finnois : Eckerön kirkko) est une église construite à Eckerö en Finlande.

## Description
L'église peut accueillir 275 personnes.
Le retable peint en 1876 par Bernhard Reinhold La femme pécheresse devant le Christ. 
La chaire est conçue par Carl Ludvig Engel. 
L'orgue est fabriqué par Hans Heinrich en 1971.

## Galerie

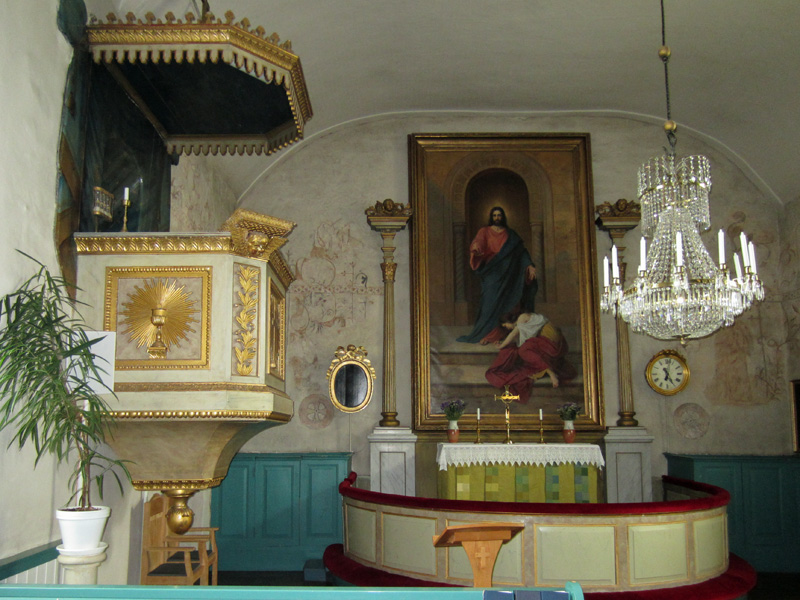
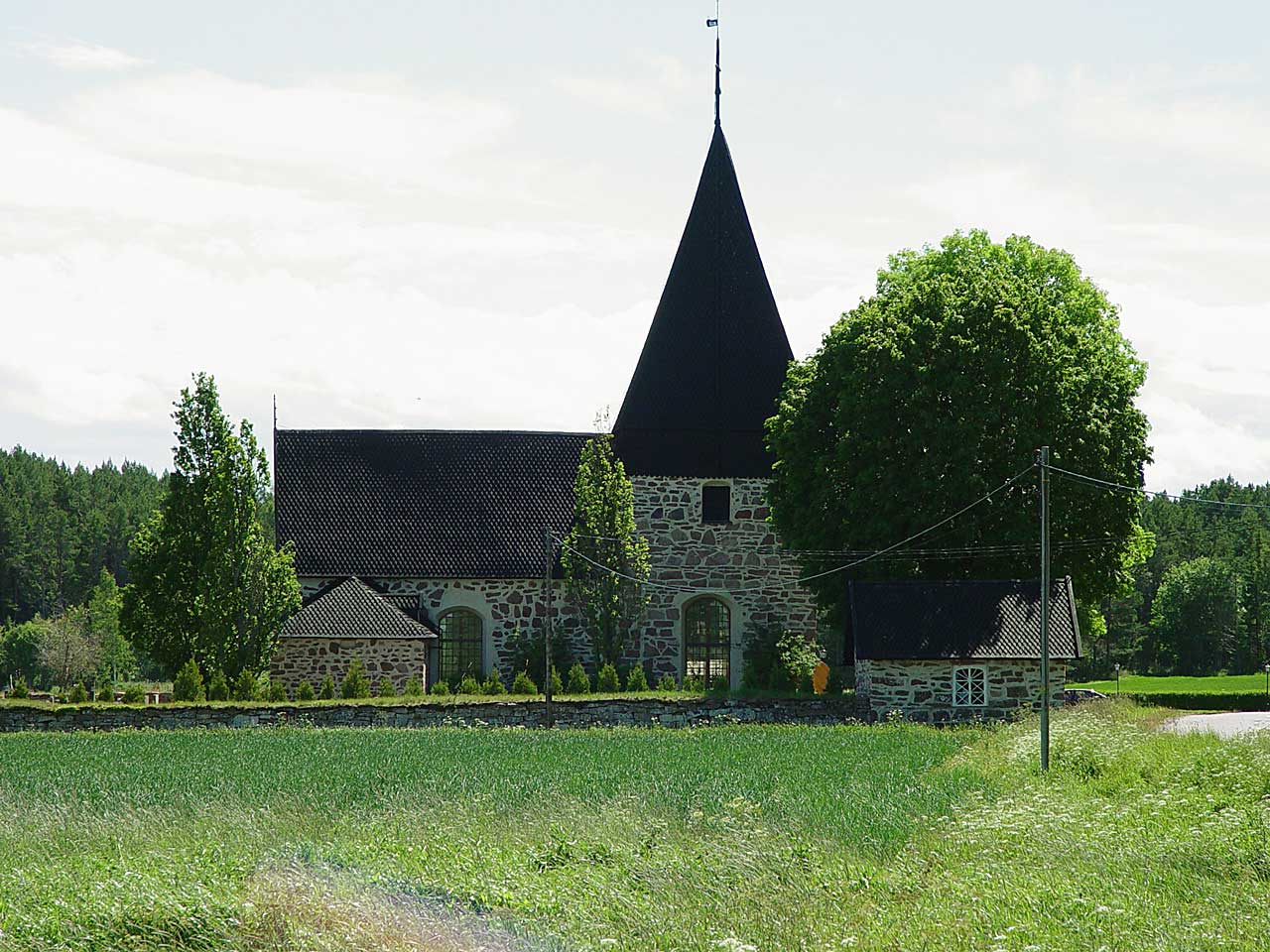
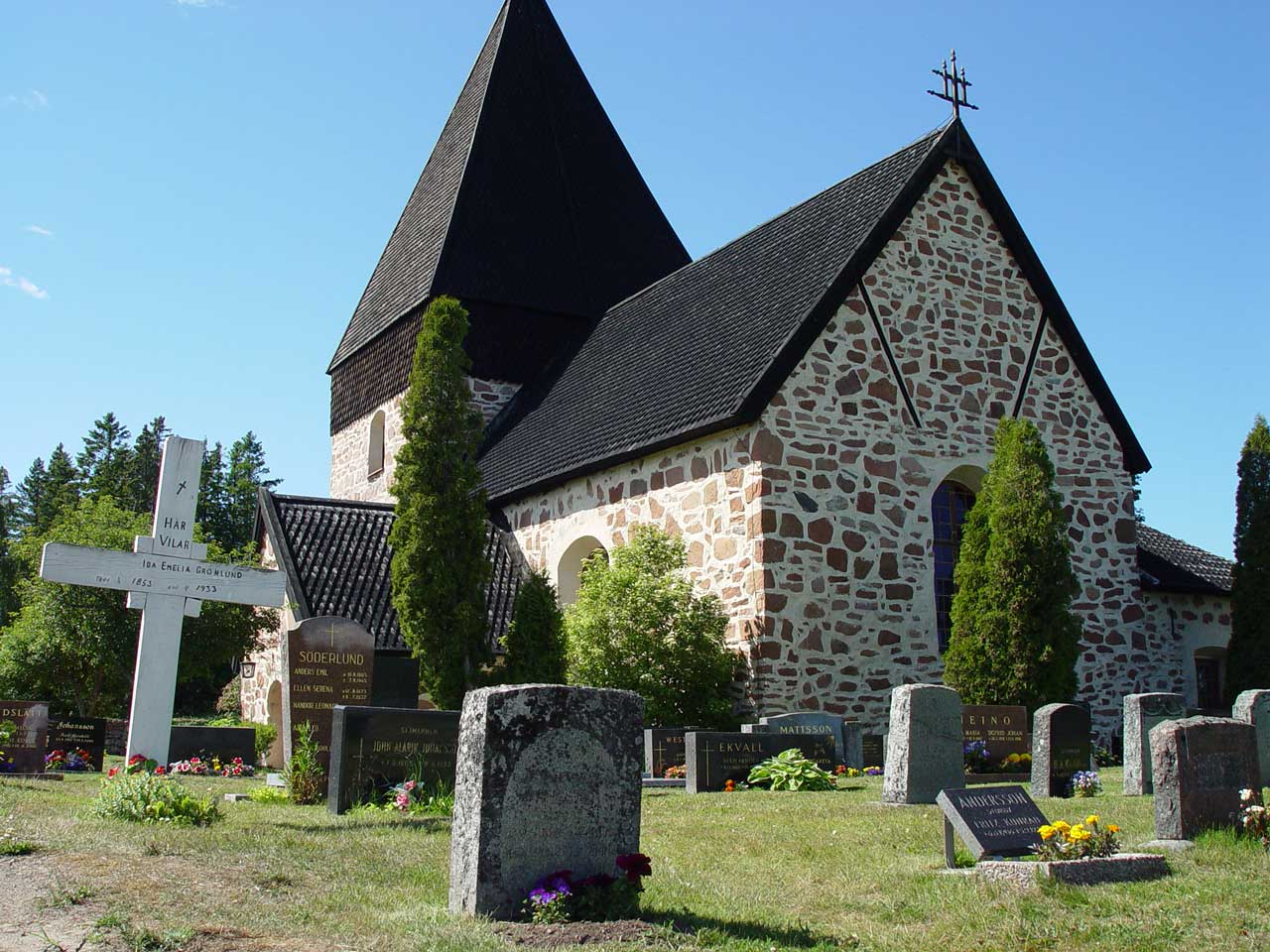
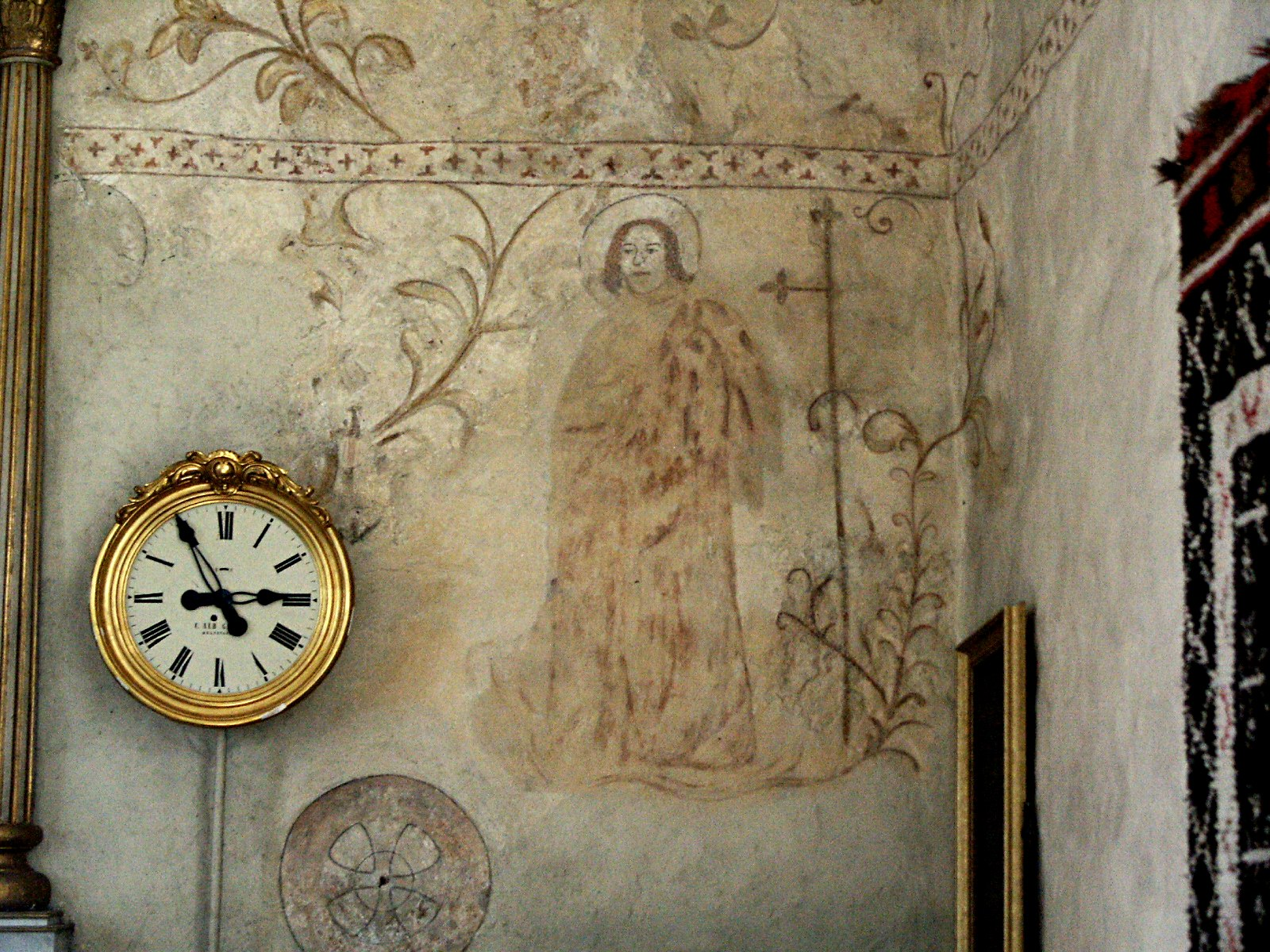
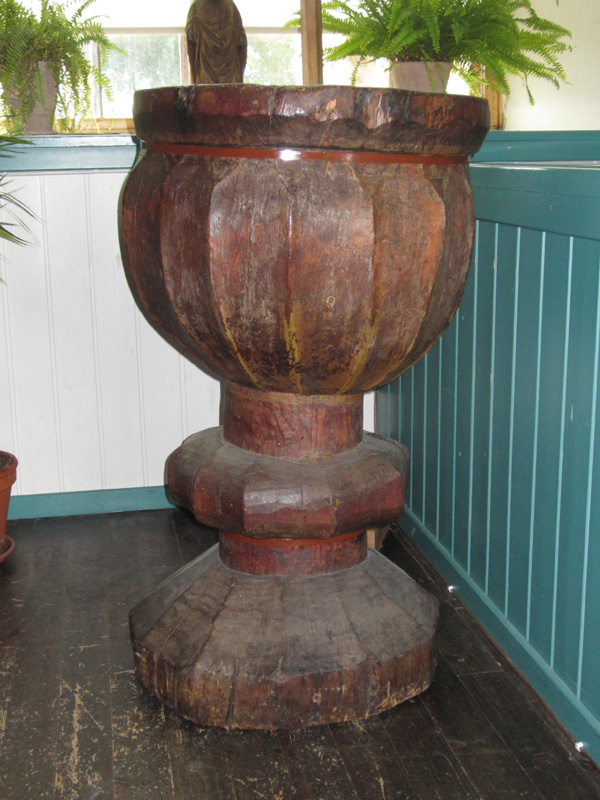
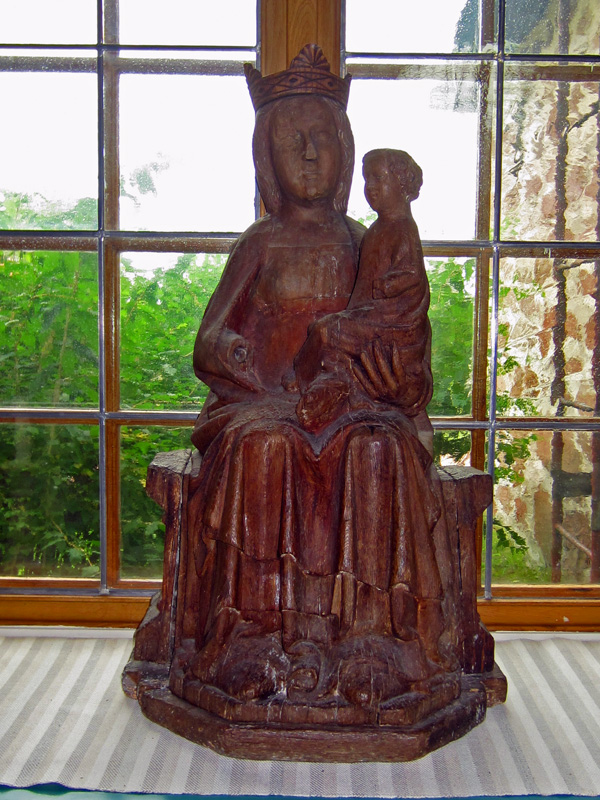